# کانگ ته جو
کانگ ته جو (کره‌ای: 강태주؛ زادهٔ ۱۹ مه ۱۹۹۵) بازیگر و مدل اهل کره جنوبی است. او به خاطر ایفای نقش در مجموعه تلویزیونی گمشده: آن سوی دیگر (۲۰۲۰) و فیلم نجیب‌زاده (۲۰۲۳) شناخته می‌شود.

## فیلم‌شناسی

### فیلم
| سال  | عنوان    | نقش       | منابع |
| ---- | -------- | --------- | ----- |
| ۲۰۲۳ | نجیب‌زاده | مارکو هان | [ ۲ ] |

### جوایز و نامزدی‌ها
| مراسم جوایز             | سال  | دسته                            | نامزد / اثر | نتیجه     | منابع |
| ----------------------- | ---- | ------------------------------- | ----------- | --------- | ----- |
| جوایز فیلم اژدهای آبی   | ۲۰۲۳ | بهترین بازیگر تازه‌کار مرد       | نجیب‌زاده    | در انتظار | [ ۳ ] |
| جوایز فیلم اژدهای آبی   | ۲۰۲۳ | جایزه ستاره محبوب چونگ جونگ وون | نجیب‌زاده    | در انتظار | [ ۳ ] |
| جوایز فیلم بوایل        | ۲۰۲۳ | جایزه ستاره محبوب               | نجیب‌زاده    | نامزدشده  | [ ۴ ] |
| گلدن سینما فیلم فستیوال | ۲۰۲۳ | بهترین بازیگر تازه‌کار مرد       | نجیب‌زاده    | برنده     | [ ۵ ] |